# Austria Tabak
Austria Tabak är ett österrikiskt tobaksbolag, grundat 1784, år 2001 uppköpt av Gallaher Group som i sin tur köptes av Japan Tobacco Inc. år 2007.
Austria Tabak grundades 1784 av Joseph II som Österreichische Tabakregie. Företaget hade monopol på tobak i Österrike fram till 1 juni 1996. Monopolet avskaffades i samband med Österrikes inträde i EU.